# Bembidion testaceum
Bembidion testaceum är en skalbaggsart som beskrevs av Thomas Casey. Bembidion testaceum ingår i släktet Bembidion och familjen jordlöpare. Inga underarter finns listade i Catalogue of Life.